# Wawala
Wawala est une localité du Cameroun située dans l'arrondissement de Dargala, le département du Diamaré et la région de l’Extrême-Nord. Elle fait partie du canton de Wouro Zangui.

## Population
En 1975, la localité comptait 193 habitants, dont 179 Peuls et 14 Massa.
Lors du recensement de 2005, on y a dénombré 311 personnes.